# 新榮里 (台南市)
新榮里是位於臺灣臺南市學甲區南邊一角的一個里，該里的範圍涵蓋了東陽國小東北半部和南部。東臨豐合里，西臨仁得里，南臨大灣里，北臨慈福里。

## 地理與命名由來
新榮里轄有東寮、東竹圍、兩個部落。東臨豐合里，西臨仁得里，南臨大灣里，北臨慈福里。其中，東竹圍庄內含有原二港仔聚落居民。新榮里的名稱源自於希望此地能夠欣欣向榮、朝氣蓬勃的寓意。

## 聚落歷史
東寮
東寮位學甲市區東南邊，於東陽國小南側,現寶發路南邊一帶,其由來為明鄭時期由銀同縣陳姓於學甲東邊建寮墾荒,故稱東寮；另有一說法為「陳寮」訛轉而來。於日治時期稱「學甲九保」。建於1936年的原庄廟東興宮，於建廟時帶有盼「東寮興隆」之意；今東陽國小初時為東寮分校，後因東為太陽升起之地，因而獨立時改名稱為東陽國小。
東竹圍
東竹圍位學甲市區東邊。先民早期造屋時多以刺竹圍成圍籬用以防盜，因多刺竹圍籬又位於學甲東側，故稱東竹圍。在日治時期與宅口併為學甲七保，後於戰後設村併於新榮里。原位於急水溪下游行水區內的二港仔聚落於1989年莎拉颱風來襲遭淹，後部分居民遷村至東竹圍庄內。

## 文化資產與聚落信仰
東興宮

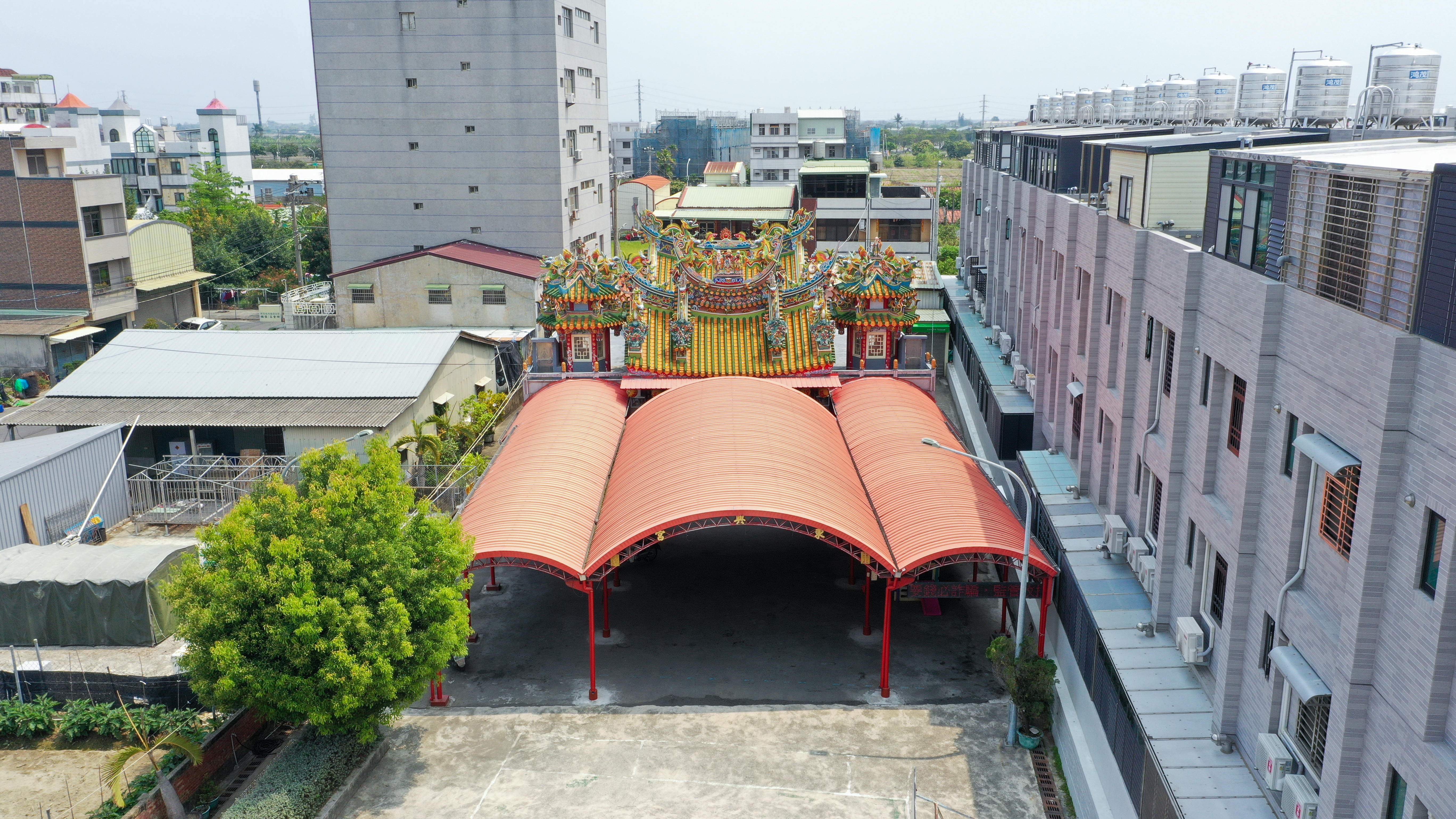
學甲東寮東興宮-空照鳥瞰

東興宮位於東寮庄頭，為東寮庄廟，主祀池府千歲。位東陽國小南邊，分為內外五營。外五營有西、北、中不鏽鋼造的圓錐形營厝仔，設置較為簡易；東、南兩營為門楣具營稱的磚砌普型營厝仔，具鐵柵門。一年有兩次收放兵，農曆7月，於6月底賞兵後收兵，待8月16日再放兵賞兵，此為第一次；第二次為過年，12月16日在賞兵後收兵，隔年元月16日復放兵賞兵；釘竹符、安營的時間為同祀神明太子爺(中壇元帥)誕辰9月初9而非主神池府天歲誕辰。
東竹圍
以李府千歲為庄神的東竹圍聚落，位東陽國小東北邊，原以「卜爐主」方式全庄輪祀，後於1970年代選舉鎮民代表而分裂，當時因原所有者將原李府千歲抱回，使其不再為全庄共有，遂使其他庄民另雕新李府千歲，造成一庄一神兩拜現象，後也發展成各自卜爐主、各自安設外五營，並將庄神稱為舊李王、新李王。
 此庄有一庄兩套系統的特殊現象，原全庄共祀時所設的外五營是以三角形鐵皮作營厝仔，當地稱為「尖頭仔」，並以廢油漆桶作為香爐；脫離全庄共祀後也另行設置外五營，營厝仔為模灌水泥的廟型神龕。

## 紀念道路
寶發路
寶發路為感念時任縣長楊寶發開路所命名。位東陽國小南邊東西向往麻豆的公路。
華宗路
華宗路是地方為紀念陳華宗對學甲鄉里的貢獻，將學甲最大的馬路―中央公路命名為華宗路(原省道「台十九線中央公路」)。